# Не сошлись характерами (фильм)
«Не сошлись характерами» — советский художественный фильм режиссёра Николая Александровича, снятый в 1989 году. Снимался в Крыму; бо́льшая часть уличных сцен снята в Симферополе.

## Сюжет
Психолог Наталья Юрьевна по роду своей служебной деятельности разбирается в запутанных семейно-бытовых драмах своих клиентов. Волей случая ей выпадает пережить предательство, ревность и надвигающееся одиночество. От неё решил уйти муж, влюбившийся в молодую артистку цирка (воздушную гимнастку).

## В ролях
| Актёр                 | Роль                                              |
| --------------------- | ------------------------------------------------- |
| Ирина Мирошниченко    | Наталья Юрьевна Горохова, психолог                |
| Александр Лазарев     | Роман, муж Натальи                                |
| Ольга Машная          | Алла Бойко, воздушная гимнастка, любовница Романа |
| Филипп Изварин        | Паша, сын Натальи и Романа                        |
| Оля Понизова          | Пантелеева, одноклассница Паши                    |
| Тимур Макеев          | Кузин, одноклассник Паши                          |
| Татьяна Канаева       | Нина, подруга Натальи                             |
| Леонид Ярмольник      | Кулькевич, сексопатолог                           |
| Нина Тер-Осипян       | Фатима Байрамовна, судья                          |
| Вячеслав Кутаков      | Кирилл Семёнович Рыжов                            |
| Майя Булгакова        | Кира Петровна, классный руководитель Паши         |
| Амаяк Акопян          | Шурик Кочерян, клоун                              |
| Алексей Ванин         | Букреев, муж-диктатор                             |
| Зоя Василькова        | Лебедева, недовольная клиентка                    |
| Анатолий Гузенко      | ведущий                                           |
| Елена Кононенко       | психолог                                          |
| Александр Лазарев мл. | пациент в суде (в титрах - А. Трубецкой)          |
| Виталий Леонов        | эпизод                                            |
| Александр Павлов      | Пётр                                              |
| Владимир Прохоров     | сотрудник порта                                   |
| Ольга Сошникова       | клиентка                                          |
| Наталья Хорохорина    | благодарная клиентка                              |

## Съёмочная группа
- Автор сценария: Аркадий Инин
- Режиссёр-постановщик: Николай Александрович
- Оператор-постановщик: Владимир Шевалёв
- Художник-постановщик: Игорь Шихарев
- Композитор: Исаак Шварц
- Дирижёр: Эмин Хачатурян
- романс на стихи Евгения Храмова

## Критика
Получился ли фильм — судить зрителям. В нём — вечная, но всегда современная проблема культуры взаимоотношений в семье, типичные ситуации, которые приводят многие супружеские пары к разводам. … Ирина Мирошниченко создаёт образ женщины гордой, самолюбивой, но способной отказаться от личных амбиций, задуматься о причинах, побудивших мужа искать счастье вне домашнего очага. Её героиня сочетает в себе очарование, красоту, женственность и энергию опытного психолога, подчёркнутую элегантность, невозмутимость внешнего облика и внутреннюю растерянность перед постигшим её несчастьем.— 